# Большой оркестр праздничной помощи

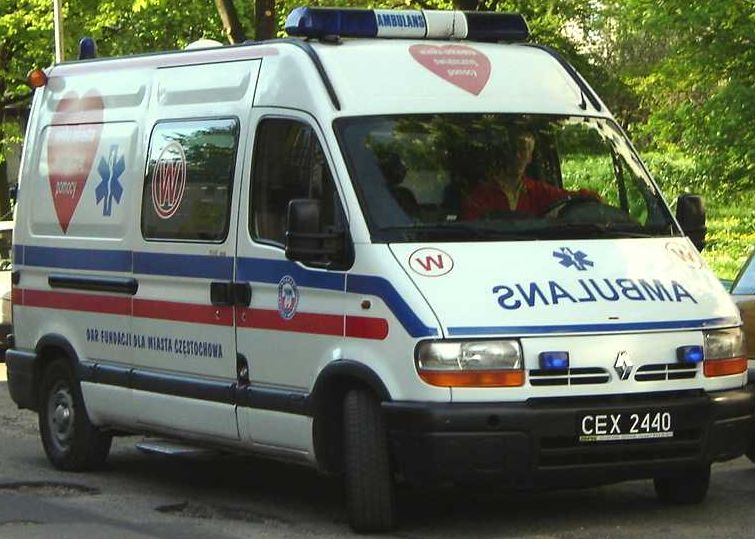
Машина скорой помощи с символом Большого оркестра, купленная с пожертвований

Большой оркестр праздничной помощи (пол. Wielka Orkiestra Świątecznej Pomocy) — благотворительная некоммерческая общественная организация, основанная Ежи Овсяком, одна из крупнейших в Польше, которая каждый год организует одноимённую акцию, благодаря чему больницы в Польше получают медицинское оборудование для обнаружения тяжёлых заболеваний на ранних стадиях и их профилактики у детей.
С 1993 года каждый год организуется общепольская акция, результатом которой становится «Большой финал» Большого оркестра праздничной помощи: на протяжении года концерты, прибыль с которых идет на приобретение оборудования, проходят по всей стране и даже за её границами. В день Большого финала волонтёры фонда выходят на улицы и собирают деньги, которые также переходят на счёт фонда для достижения цели. Каждый волонтёр имеет идентификационную карту, таким образом можно распознать обманщиков, которые не имеют отношения к кампании. Каждый, кто внёс свой вклад, получает наклейку в виде красного сердца.
14 января 2019 года основатель благотворительного фонда Ежи Овсяк заявил о своей отставке в связи с убийством мэра Гданьска Павла Адамовича на концерте, организованном организацией.